# نورمن آنجل
نورمن آنجل (انگلیسی: Norman Angell؛ زاده ۲۶ دسامبر ۱۸۷۲ درگذشته ۷ اکتبر ۱۹۶۷) یک روزنامه‌نگار، مولف، و سیاست‌مدار اهل بریتانیا بود.